# Österreichischer Fechtverband
Der Österreichische Fechtverband (ÖFV) ist der österreichische Dachverband für den Fechtsport und gehört somit dem Internationalen Fechtverband (FIE) an.

## Geschichte

### Vorgängerorganisationen
Als ältester Sportverein Österreichs wurde am 6. Juli 1624 im Dreißigjährigen Krieg die „landschaftliche Fechtschule“ in Graz, Herzogtum Steyr gegründet. Die steiermärkische Landesregierung stellte mit diesem Tag Andreas Felder als Fechtmeister ein. 1876 wollte das Land die Fechtschule schließen, sie wurde von Fechtern weitergeführt und ist nach Umbenennungen und Fusionen heute der „Steiermärkische Landesfechtclub Graz“. In der zweiten Hälfte des 19. Jahrhunderts verschob sich der Zweck der Fechtausbildung vom Militärischen zum Sport und es bildeten sich weitere Fechtvereine. In der Anfangszeit pflegten sie jedoch kaum Kontakte untereinander. 1887 wurde durch den Wiener Fechtmeister Johann Hartl in Mannheim ein deutsch-österreichischer Fechtverband gegründet, der sich jedoch schnell wieder auflöste. Ein Jahr später gründete Hartl den "Österreichischen Fechter-Verband", Constantin von Schilder den konkurrierenden "Verband österreichisch-ungarischer Fecht-Clubs".
Der erste überregional relevante und gleichzeitig letzte Verband, in dem alle Fechtschulen vertreten waren, ist der 1897 in Berlin gegründete Deutsche und Österreichische Fechterbund. 1897–1899 fanden Deutsche Meisterschaften mit österreichischer Beteiligung statt. Ab 1901 war der Sitz des DÖFB in Wien, Vorsitzender der Wiener Camillo Müller. 1902 löst sich der Verband auf, nachdem die deutschnationalen Fechtvereine, die weiter der alten Fechtschule anhingen, ausgetreten waren.
Das entstandene Loch wird durch die 1904 von Luigi Barbasetti gegründete "Akademie der Fechtkunst" gestopft. Sie richtet 1906 die ersten Österreichischen Meisterschaften im Fechten aus.

### Der ÖFV seit 1929
Richard Brunner, Felix La Croix, Kurt Oberleithner, Hans Schönbaumsfeld, Kurt Ettinger und Hans Toch gründen 1929 den "Österreichischen Fechtverband", erster Präsident wird Richard Brunner. Vom 27. Mai bis 4. Juni 1931 trägt der Verband mit den Internationalen Fechtmeisterschaften im Wiener Konzerthaus erstmals ein bedeutendes Turnier in Österreich aus. Bei den Olympischen Spielen 1932 gewinnt der ÖFV durch Ellen Preis im Damenflorett sein bislang einziges Olympiagold. 1938 muss der ÖFV wegen des Anschlusses an das Deutsche Reich aufgelöst werden.
1946 wird der ÖFV durch Franz Chrudimak, Oberst Richard Verderber, Rudi Losert und Hans Toch wiedergegründet.

## Präsidenten
- 1945–1946: Friedrich Golling
- 1947–1949: Franz Chrudimak
- 1949–1952: Karl Hanisch
- 1952–1971: Hermann Resch
- 1971–1987: Peter Ulrich-Pur
- 1987–1989: Peter Berger
- 1989–1994: Rainer Mauritz
- 1994–2000: Klaus Vorreither
- 2000–2002: Roland Kayser
- 2002–2008: Josef Poscharnig
- seit 2008: DI Markus Mareich

## Vereine
Der österreichische Fechtverband ist selbst in Vereinsform organisiert, er hatte 2010 52 Vereine mit insgesamt 1430 Mitgliedern. Die meisten Vereine sind in Kärnten (12), Wien (10) und Niederösterreich (8). Der Wiener Landesfechtverband hat mit 302 Athleten, die beim ÖFV angemeldet sind, die meisten Fechter, während der Steiermärkische Landesfechtclub (StLFC) mit 163 Mitgliedern der größte Fechtverein Österreichs in diesem Jahr war. In einer Medaillenbilanz (nach Anzahl) der Österreichischen Meisterschaften der Jahre 2002–2010 lag der Stmk.Landesfechtclub vor FU Mödling, ASVÖ FV Salzburg, FU Linz und FTS Dornbirn an der Spitze. Die meisten Titel errangen die Athleten der FU Mödling, die auch, auf alle Altersklassen bezogen die meisten Teilnehmer für Welt- und Europameisterschaften stellten. Immer mehr fangen die Vereine sich auf eine der drei Waffen zu konzentrieren an, es gibt nur noch wenige Clubs, in denen im Florett, Degen und Säbel wettkampfmäßig gefochten wird.
Vom ÖFV betrieben wird das Bundesleistungszentrum in der Südstadt, daneben gibt es noch das Landesleistungszentrum in der Steiermark, sowie ein Leistungszentrum in Salzburg und Leistungsmodelle in Linz, Kärnten und Vorarlberg.

## Wettkampfsport
Der ÖFV veranstaltet jährlich Österreichische Meisterschaften in allen Altersklassen und in allen Waffen (Degen, Florett, Säbel), sowohl als Einzel- als auch Mannschaftsbewerbe für Damen und Herren.
Weiters gibt es auch noch die Österreichische Rangliste, wofür man bei bestimmten Ranglistenturniere, zu denen auch Weltcups zählen, Punkte bekommt. Die Qualifikation für Welt- und Europameisterschaften kann nur über Welt- und Europacups erfochten werden. Für die kommenden Olympischen Spiele 2012 in London befinden sich zurzeit die Herrenflorettmannschaft, die durchwegs aus Fechtern des AFC Salzburg besteht, sowie Sandra Kleinberger (Florett, KAC) und Jörg Mathe (Degen, Balmung) im guten Rennen.
Österreichische Turniere mit großem internationalen Ansehen:
- Salzburg Europacup der Kadetten, Florett (Nov)
- Mödling, Europacup der Kadetten, Degen (Nov)
- Mödling, Weltcup Junioren, Florett/Degen (Feb)
- Klagenfurt, Europacup der Kadetten im Degen (Dez)
- Graz, Messepokal, allgemeine Klasse Florett (Sep)

## Erfolge

### Olympiasieger
- 1932: Damen-Florett Ellen Müller-Preis

### Weltmeister
- 1947: Damen-Florett Ellen Müller-Preis
- 1949: Damen-Florett Ellen Müller-Preis
- 1950: Damen-Florett Ellen Müller-Preis
- 1963: Herren-Degen Roland Losert

### Europameister
- 1992: Herren-Florett Michael Ludwig
- 1993: Herren-Florett Joachim Wendt
- 2004: Herren-Degen Christoph Marik

### Gesamtweltcupsieger
- 1968: Herren-Degen Roland Losert
- 1993: Damen-Degen Elisabeth Knechtl
- 1997: Herren-Florett Mannschaft
- 1998: Herren-Florett Mannschaft
- 2002: Herren-Degen Christoph Marik, Herren-Degen Mannschaft
- 2003: Herren Degen Christoph Marik